# アーカイブス秘蔵映像でよみがえる にっぽんの廃線100
『アーカイブス秘蔵映像でよみがえる にっぽんの廃線100』（アーカイブスひぞうえいぞうでよみがえる にっぽんのはいせんひゃく）は、NHKで2020年に放送された鉄道を特集した特別番組である。
初回放送は2020年5月6日にNHK総合で放送され、8月1日にはBSプレミアムにて完全版で放送された。
本稿では『10分で巡る にっぽんの廃線』（じっぷんでめぐるにっぽんのはいせん）についても述べる。

## 概要
タイトルの通り「廃線」にスポットを当てた番組で、昭和から平成にかけての時代に日本の交通網を支え、次々と廃止に追い込まれていった全国各地の鉄道路線を、NHKアーカイブスに所蔵されている全国のNHK放送局の秘蔵映像から紹介し、往年の姿を映像と秘話で振り返った。
映像は主に、その路線が運行していた当時や運行終了時の『NHKニュース』をはじめ『新日本紀行』『新日本風土記』等の各ドキュメンタリー番組などから使用したほか、『完全版』では番組収録後に新たに撮影した映像が追加された。
なお、本番組の初回放送から2年後の2022年6月12日 15:05 - 15:54に、本番組のスタッフによる鉄道アーカイブス特番として『アーカイブス映像でよみがえる にっぽんの鉄道「蒸気機関車」編』が放送された。本番組と同様に三宅が司会を務め、芦原もゲスト出演した。

## 出演者

### 司会
- 三宅裕司
- 赤木野々花（NHKアナウンサー）

### ゲスト
- 六角精児
- 斉藤雪乃
- 芦原伸

### ナレーション
- 丹沢研二（NHKアナウンサー）

## 放送時間

### 総合
- 2020年5月6日 9:00 - 9:49

当初の3月24日放送予定から変更し、5月4日に放送も変更となった（理由は後述）。
本放送から2か月後の7月4日にゴールデン枠（21:15 - 22:04）で再放送し、それから2週間後の7月18日夕方（15:55 - 16:40）にも再放送された。また2022年1月5日の「ミッドナイトチャンネル」枠で1年半ぶりに再放送（0:21 - 1:11）が行われた。
これ以外にも、地域により穴埋めで再放送される場合がある（詳細は不明）。

### BSプレミアム
- 2020年8月1日 18:00 - 19:29（40分拡大版、89分）

『アーカイブス秘蔵映像でよみがえる にっぽんの廃線100 完全版』のタイトルで、総合における放送分に未放送映像を追加して放送した。その後、濃縮版（59分）での再放送が3回行われた他、2020年12月24日（9:00 - 10:29）と2021年10月13日（14:53 - 16:22）に完全版で再放送された。

## 放送変更における顛末
当初は2020年3月24日 22:00 - 22:49に放送予定であったが、新型コロナウイルス感染症の影響でNHKの編成が変更となり、当日は3月20日 21:00 - 21:59に放送予定であった『あなたも絶対行きたくなる!ミステリアス古墳スペシャル』を放送した。
そのため、1か月以上遅れて5月4日 22:00 - 22:49に移動。当日は予定どおりに開始したものの、22:07に千葉県北東部を震源とする震度4の地震の緊急警報が入り、8分37秒で地震関連のニュースに差し替えとなった。
その後、22:30までニュースを伝えたが、再開せず打ち切り（放送無効）となり、22:50までミニ番組4本でつないだ。
このため、5月6日 9:00 - 9:49に改めて放送された。

## 10分で巡る にっぽんの廃線
『10分で巡る にっぽんの廃線』は、2021年よりNHK総合で放送のミニ番組。本特番で未放送のものも含め、アーカイブスに残る廃線の映像を10分間で紹介する。
初回放送は2021年3月3日 4:12 - 4:22で「東北」編が放送された。以降、下記の時間帯などで放送（放送順は不問）。

### 放送時間
- 2021年4月4日[10] - 2022年3月27日[11]：日曜日 6:40 - 6:50（10分）
  - 突発的な災害などにおける臨時ニュースで放送休止となる場合もある。また、直近の新番組や特集番組などにより番組宣伝に差し替える場合もある。
  - それ以外にも不定期で、番組編成の穴埋めとして放送される場合もある。

### テーマ曲
- オープニング：岩代太郎作曲による交響組曲『ライフ』より第1楽章「世界の夜明け」（JRN各局制作のラジオ番組『歌のない歌謡曲』オープニングと同じ）
- エンディング：「線路はつづくよどこまでも」（二胡演奏によるインストゥルメンタル）

## 番組で紹介した廃線

### 北海道
- JR留萌本線
- JR石勝線（夕張支線）
- 北炭真谷地鉄道
- 三菱大夕張鉄道
- 国鉄広尾線 - 幸福駅とその記念切符「愛国から幸福へ」[注釈 9]についても紹介した[注釈 10]。
- 根室拓殖鉄道
- 十勝鉄道
- 国鉄根北線
- 国鉄天北線
- 国鉄湧網線
- 国鉄名寄本線
- 国鉄興浜北線
- 国鉄羽幌線
- 天塩炭礦鉄道

### 東北地方
- 南部縦貫鉄道線
- 山形交通高畠線
- JR岩泉線
- 庄内交通湯野浜線
- 花巻電鉄

### 関東甲信越地方
- 草軽電気鉄道
- 東武熊谷線
- JR信越本線の一部区間 - 番外編として駅弁についてのミニトークが行われ「峠の釜めし」を紹介、スタジオで三宅、六角らが試食した。
- 東急玉川線
- 頸城鉄道
- 木曽森林鉄道 - 番外編としてクイズが出題され、山で働く営林署の人々の散髪をしてくれる「理髪車」の運行があったことが紹介された。

### 東海・北陸地方
- 尾小屋鉄道
- 北陸鉄道金名線
- 富山地方鉄道射水線
- 静岡鉄道駿遠線
- 桃花台新交通桃花台線（ピーチライナー）

### 近畿地方
- 加悦鉄道
- 北丹鉄道
- 明神電車
- 国鉄篠山線
- 紀州鉄道線
- 野上電気鉄道
- 別府鉄道
- 江若鉄道
- 南海天王寺支線
- 京福電気鉄道永平寺線
- JR舞鶴線
- JR鍛冶屋線
- 京都市電

### 中国地方
- 国鉄倉吉線
- 国鉄宇品線
- JR三江線
- JR大社線
- JR可部線の一部区間 - 番組最後の100番目で紹介され、その後の住民らの努力による廃線からの復活についても取り上げた。

### 九州地方
- 大分交通別大線
- 西鉄福岡市内線
- 宮地岳線
- 国鉄添田線
- 山鹿温泉鉄道
- 島原鉄道
- 高千穂鉄道

など